# Nick Radkewich
Nicholas Edward ("Nick") Radkewich (Royal Oak, 10 januari 1971), bijgenaamd Rad, is een Amerikaans triatleet. 
Radkewich deed in 2000 mee aan de eerste triatlon op de Olympische Zomerspelen van Sydney. Daar behaalde hij een 40e plaats met een tijd van 1:53.44,63.
Hij studeerde bedrijfskunde aan de University of Notre Dame.

## Palmares

### triatlon
- 1993: 17e WK olympische afstand in Manchester - 1:55.59
- 1994: 66e WK olympische afstand
- 1996: 58e WK olympische afstand
- 1997: 43e WK olympische afstand
- 1997: 6e Goodwill Games in New York
- 1998: 5e ITU wereldbekerwedstrijd in Noosa
- 1999: 7e ITU wereldbekerwedstrijd in Cancún
- 1999: 8e ITU wereldbekerwedstrijd in Gamagori
- 1999: 18e ITU wereldbekerwedstrijd in Corner Brook
- 1999: 20e ITU wereldbekerwedstrijd in Ishigaki
- 1999:  Amerikaans kampioenschap triatlon
- 1999: 19e WK olympische afstand in Montreal - 1:46.45
- 2000: 30e ITU wereldbekerwedstrijd in Kona
- 2000: 40e Olympische Spelen in Sydney - 1:53.44,63
- 2001: 9e ITU wereldbekerwedstrijd in Lausanne